# 杰克·博布里奇
杰克·博布里奇（英語：Jack Bobridge，1989年7月13日—），澳大利亚男子自行车运动员。他曾代表澳大利亚参加2008年、2012年和2016年夏季奥林匹克运动会自行车比赛，获得二枚银牌。